# 命定悖論
命定悖論或命運悖論（英語：Predestination paradox），又稱因果循環（或），但與佛教的業德去返無關。命定悖论常見於有關時間旅行的科幻作品中。
這悖論大致與祖父悖論相似但並不同：
如果自己返回過去，將自己的祖父殺死，那麼自己的父母就不會出現，隨之而言就連自己的存在也消失，把自己從（這個平行世界分支的）時間洪流中「消去」。
命定悖論是其中一個去解釋「為何歷史事實不被時間旅行中所作出的改變而受影響」的方法，就是：
改變歷史的做法，不論企圖與否，最終都會引致歷史所「命定」的結果，而並非作出之外的改變。
诺维科夫自洽性原则提出，只有事件屬前後一致的因果循環才能出現，矛盾的則不能。

## 例子和變種
經典的「命中註定」例子：
A君回到過去試圖阻止一場有名火災事故。本來火災不會發生，不過A君回到該段時間，在未發生火災時的現場碰倒了一個煤油燈，導致火災。A君回到過去試圖阻止火災，卻發現自己「試圖阻止火災」的行動正是過去那場火災的起因。
一個命定悖論的變種牽涉到資訊而非物體，就類似像自證預言一般。舉例來說，某人得知了自己未來的命運—死於心臟病，因此他下定決心健身來避免這樣的命運，然而也因為如此而讓他過勞，最終仍然躲不過致命的心臟病而死。
在這些例子中，顛覆了因果關係，而周邊事件都是造成和互相影響的原因，這就是矛盾之處。
其中一個非同步導引悖論的命定悖論例子是：在1850年，鮑伯騎的馬受到不明驚嚇衝往懸崖但在緊要關頭被不明人士阻止了下來而保住性命。這個事件後來建立起一個陌生人的雕像做為紀念。兩百年後，鮑伯回到過去觀光並且看到某人騎的馬即將衝下懸崖。他衝過去幫忙而救了那個人的性命。另一個例子則是在《哈利波特：阿茲卡班的逃犯》中出現：當哈利看到一個巫師施展護法咒救了他和天狼星，就斷定那是他死去的父親，直到他和妙麗進行時光旅行才发现原來那個拯救他和天狼星的形體就是他自己。
大多數命定悖論的例子中都是該人物作時光旅行前往過去並且完成了注定事件中的角色。在自證預言中，該人物則是正在進行即將發生的注定事件並且通常是該資訊進行時光旅行（例如：預言）而非人物去進行時光旅行。在上述任何一個的情況中，試圖迴避過去或者未來的發展都是失敗的。
在希腊神话中，俄狄浦斯为了逃避杀父娶母的预言而逃离父母，然而他认为的父母并非亲生，他后来反而因此在不知情的情况下杀死了亲生父亲及娶了亲生母亲。

## 作品應用

### 家機遊戲
- 《死魂曲》
- 《極限脫出 刻之困境》
- 《量子裂痕》

### 電影、動畫
- 《Steins;Gate》
- 《回到未來系列》
- 《夏日時光機器》
- 《终结者》系列[1]
- 《黑洞頻率》
- 《真愛每一天》
- 《救世主》
- 《關鍵下一秒》
- 《啟動原始碼》
- 《進擊的巨人》
- 《天能》
- 《昨日公园》（《世界奇妙物语》2006年秋季特别篇）
- 《太陽之子》╱《靈界風雲》：小活佛（鄭柏林飾）向萬美娥（陳淑蘭飾）說，即使自己把下一期六合彩的攪珠號碼告訴她，也會因為種種原因導致她不能得到頭獎獎金。這是一個對命定悖論的反面揣測，當然當時並沒有將未來和過去的結果作比較。
- 《神奇寶貝劇場版：雪拉比 穿梭時空的相遇》
- 《神奇寶貝劇場版：阿爾宙斯 超克的時空》
- 《时光倒转70年》
- 《時間機器》（有多部電影版本）
- 《時間線》
- 《時凶感應》
- 《時空戰警》
- 《穿越時空愛上你》 Kate & Leopold 2002
- 《哈利·波特与阿茲卡班的逃犯》等
- 《未來日記》
- 《未來總動員》
- 《超時空世紀》
- 《超時空要愛》
- 《超時空攔截》
- 《超時空泡泡機》
- 《上海灘賭聖》
- 《大话西游之月光寶盒》
- 《朝花夕拾》
- 《超人力霸王系列》
- 《超时空大决战》
- 《時光倒流七十年》（又名《似曾相識》）
- 《蝴蝶效應》
- 《星舰奇航记》电影版系列：《搶救未來》、《日換星移》、《戰鬥巡航》
- 《不能說的秘密》
- 《時空旅人之妻》
- 《波斯王子：時之刃》
- 《戰國自衛隊1549》
- 《戰國自衛隊 關原之戰》
- 《天軍》
- 《隋朝來客》
- 《東京少女》
- 《BALLAD 無名的戀曲》
- 《穿越時空! 地下鐵》
- 《功夫灌篮》
- 《精裝難兄難弟》
- 《新難兄難弟》
- 《星際效應》
- 《迴路殺手》
- 《異星入境》
- 《悖论》
- 《時空線索》：身為FBI鑑識調查組探員的主角丹佐華盛頓試圖改寫歷史，回到過去拯救原本早已被凶手謀殺而死的女主角，亦拯救了渡輪上原本應該於爆炸案身亡的無數船客的生命，成功改寫歷史；但自己卻不幸於這段過去的時空當中死去，但原本就存在於這段時空當中的自己仍然繼續活著，且這個自己並沒有遭遇過謀殺案與爆炸案，所以自然也就沒有阻止劇中的任何案件或與凶手遭遇。
- 《开心超人联盟之超时空保卫战》：开心超人、花心超人和小心超人回到25年前，发现历史书上写着今晚广场会出现“绝代三魔头”。经过一番彻查，一直没有找到原因。最后偶然打翻了油漆桶浇在自己头上，被围观群众拍下三人身着黑色油漆的样子，原来历史书上的三魔头就是他们自己。
- 《凉宫春日的消失》主人公阿虚在12月18日回到过去阻止长门有希改变世界
- 《亞當計劃》
- 《雙子座計劃》

### 漫畫
- 《哆啦A夢》：大雄與哆啦A夢為了調查復活節島上大量石雕的由來而回到過去，並使用任意門讓一個流落至此的人回到故鄉。後來卻因為打翻了可以複製物品的藥水，使得那人所雕的一尊石像成了大量石雕。

### 遊戲
- 《Steins;Gate》：岡部為了拯救遇刺身亡的紅莉栖回到了過去，為了阻止中鉢博士而用小刀刺了過去，結果刺到的是紅莉栖才導致其死亡。
- 《Life is Strange》
- 《Warframe》：2019TENNOCON片尾彩蛋
- 《仙劍奇俠傳系列》
  - 《仙劍奇俠傳》：李逍遙穿越回過去，原本要駕著鳳凰帶趙靈兒與姥姥避開仙靈島，卻最終還是誤以為落在無人島而終究是在仙靈島裡放下幼時趙靈兒。
  - 《仙劍奇俠傳五》：從未來回魂仙夢趕來的姜雲凡砍碎女媧石，蜀山七聖用其中一塊碎片（血玉）的靈力維繫了唐雨柔的生命二十年之久，才有機會使唐雨柔真正結識姜雲凡。
  - 《仙劍奇俠傳六》：祝敔曾回憶神農所言"過去之事皆為既定，必將發生，無可挽回"，因此讓扁絡桓帶領主角群回到不久前的落日部留下龍晶，與三年前的馭界樞盜取祈並交換越今朝。
  - 《軒轅劍參》：賽特由海神波賽頓傳送回過去修道院拯救將死的自己。
- 《拳皇XIII》

### 史書
- 《新唐書·列傳第一百二十九·方技》：李淳風預知武后將稱帝，並告知唐太宗無法強求改變，否則會有不能預計的後果：“太宗得秘谶，言‘唐中弱，有女武代王’。以问淳风，对曰：‘其兆既成，已在宫中。又四十年而王，王而夷唐子孙且尽。’帝曰：‘我求而杀之，奈何？’对曰：‘天之所命，不可去也，而王者果不死，徒使疑似之戳淫及无辜。且陛下所亲爱，四十年而老，老则仁，虽受终易姓，而不能绝唐。若杀之，复生壮者，多杀而逞，则陛下子孙无遗种矣！’帝采其言，止。”[2]
- 西西里王国诺曼王朝公主科斯坦莎因为被预言会导致王国灭亡而被囚禁在修道院，直到30岁才被订婚给19岁的德意志国王海恩里希六世并成婚。海恩里希六世登基为神圣罗马帝国皇帝后，以主张科斯坦莎的权利为由发兵兼并了西西里王国。

### 劇集
- 巴不得爸爸
- 隔世追兇
- 尋秦記
- 女人天下
- 神话 (电视剧)：配角高要穿越回秦朝后因服药长生不老，重新活到21世纪后，试图阻止当时的自己穿越回秦朝。
- 步步驚心（桐華小說改編電視劇）：见下文的改编原著小说。
- 宮 (2011年電視劇)：配角良妃作为当代灵魂穿越者根据自己读过的小说预判皇妹云格格将因婚房坍塌而死，设计阻止其进入即将坍塌的婚房，结果历史改变，现实中和其他所有人的记忆中都没有了云格格其人。
- 終極X宿舍
- 九回時間旅行
- EU超時任務
- 二月廿九
- 闇
- 想見你 (電視劇)

### 小說
- 步步驚心（桐華小說） ：女主角馬爾泰·若曦（真實身份21世紀穿越者張曉）知道在18世紀清朝的「九龍奪嫡」歷史中八阿哥胤禩向皇位的企圖心會最終導致在其四皇兄胤禛登基後將身敗名裂，最後在獄中離世。為試圖挽救他的命運，若曦給胤禩未來信息，叫他留心胤禛，還說了他未來的同盟名單。相反，由於若曦的警示她煽動了「九龍奪嫡」的悲劇：胤禩為了萬無一失就選擇了佈局對付胤禛等人，造成他們成為敵人。最後胤禛為了生存便爭奪皇位，登基後將胤禩囚禁，胤禩最終死在獄中。
- 約會大作戰（輕小說）：鳶一折紙年幼時，父母被身份不明擁有強大力量的精靈擊殺。五年後折紙取得力量，自身亦化為精靈，并且追查到了殺害父母的嫌犯精靈。隨後折紙借助時崎狂三的【十二之彈】返回五年前父母被害當日，試圖改變歷史。回到過去後折紙遭遇五年前的嫌犯精靈，話不投機後遂全力追殺嫌犯，但最後的全力一擊被對方躲開。而隨後折紙駭然發現這一擊打中了五年前自己的家，擊中並殺害了自己的父母。同樣的，折紙之所以在與士道相遇前就認識士道，也是因為士道為了調查折紙反轉的原因而回到過去時，遇到了父母剛被殺死的五年前的折紙所致（當時士道使用了七罪的能力變成小孩）。
- 三坪房間的侵略者！？（輕小說）：里見孝太郎為了在真實歷史改編的舞台劇中飾演青騎士雷歐斯，接受了神聖佛德賽銀河皇國王女的全套騎士訓練。然後到了正式演出時，在幕間遇到仇家可藍襲擊，被超時空反應彈彈到2000年前的佛德賽皇國，因緣際會的救了舞台劇中女主角的原型－白銀公主阿萊亞。雖然孝太郎本人認為只是冒名頂替，卻真正地成為救國英雄『青騎士』，寫下佛德賽最膾炙人口的傳說。無奈的是，孝太郎也無法阻止其母親死於十年前的交通事故。

## 參看
- 因果系統
- 自我實現預言
- 自我否定預言